# Golmés
Golmés là một đô thị trong tỉnh Lleida, cộng đồng tự trị Cataluña Tây Ban Nha. Đô thị Golmés có diện tích là 16,6 ki-lô-mét vuông, dân số năm 2009 là 1685 người với mật độ 101,51 người/km². Đô thị Golmés có cự ly km so với tỉnh lỵ Lleida.